# Fédération bancaire de l'Union européenne
Pour les articles homonymes, voir FBE et EBF.

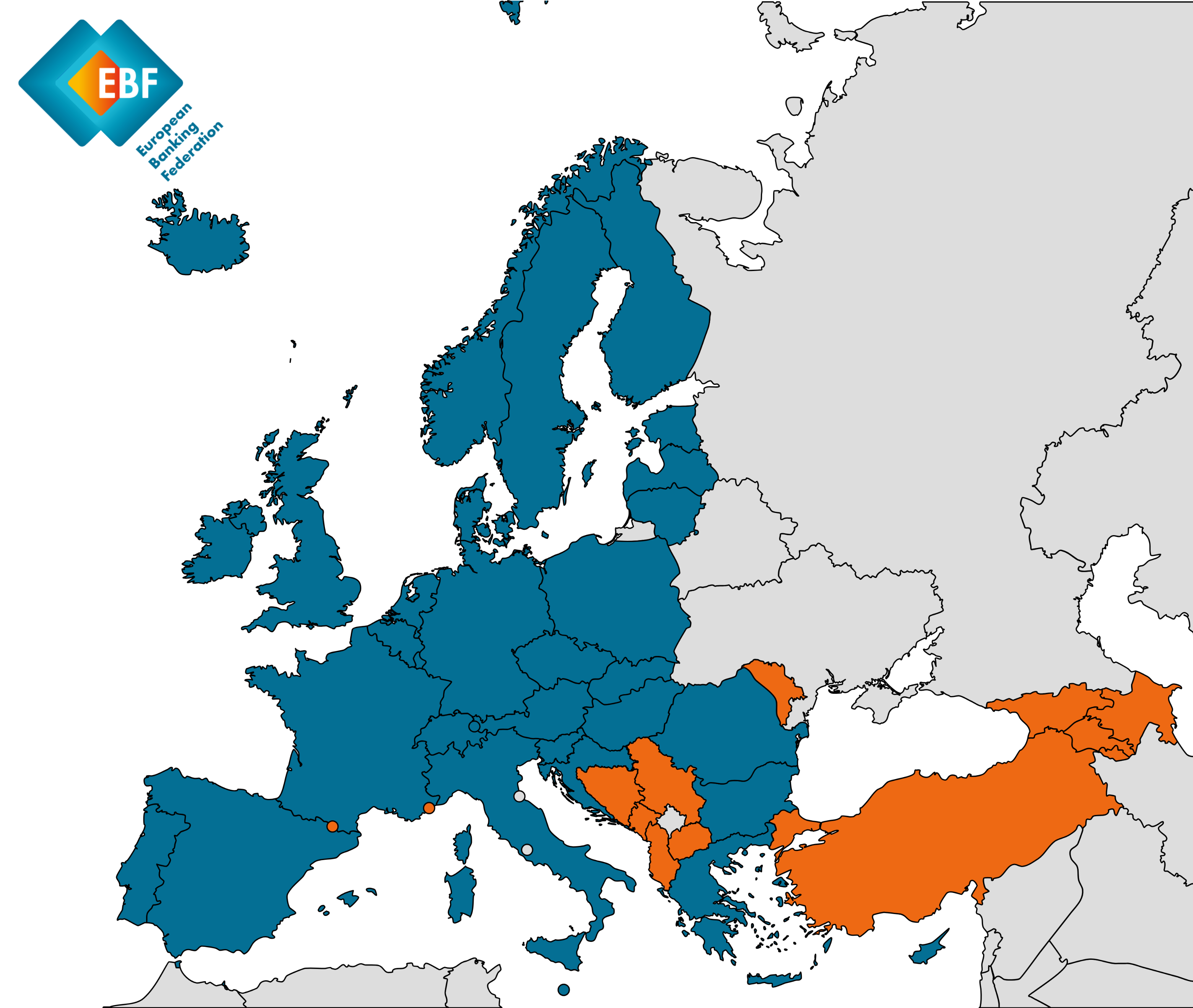
Pays membre de la Fédération bancaire de l'Union européenne (dite FBE)

La Fédération bancaire de l'Union européenne (FBE, en anglais European Banking Federation ou EBF) est une association créée en 1960 qui représente les intérêts des banques nationales et internationales présentes au sein de l'Union européenne et de ses partenaires européens (Islande, Norvège, Suisse, etc.) auprès des institutions politiques de l'UE, des États membres et des organisations de régulation internationale. Il s'agit d'un forum où les membres échangent leurs pratiques, débattent de propositions et d'initiatives législatives, afin de retenir des positions communes. La FBE compte 32 associations bancaires nationales représentant environ 4 500 membres de toutes tailles et 2,5 millions de salariés du secteur bancaire.
La présidente en est, depuis février 2021, Ana Botín, banquière espagnole qui dirige le groupe espagnol Banco Santander.